# Nanny de los Cimarrones
Nanny de los Cimarrones, Queen Nanny, Granny Nanny o Reina Nanny (c. 1686 - c. 1733), fue una lideresa jamaicana de los cimarrones jamaicanos del siglo XVIII. A principios del siglo XVIII, bajo el liderazgo de Nanny, los cimarrones de Windward (Barlovento) libraron una guerra de guerrillas durante muchos años contra las autoridades británicas en la Colonia de Jamaica, en lo que se conoció como la Primera Guerra Cimarrón.
Gran parte de lo que se sabe sobre ella procede de la historia oral, ya que existen pocas pruebas textuales. Según la leyenda cimarrona, Queen Nanny nació en el seno del pueblo asante, en lo que hoy es Ghana. Según la tradición oral y al menos una fuente documental, nunca fue esclavizada. Aunque se da por sentado que llegó a Jamaica como esclava, no se sabe con certeza cómo llegó.
Durante los años de guerra, los británicos sufrieron importantes pérdidas en sus encuentros con los cimarrones de Windward (Barlovento) del este de Jamaica. Los cimarrones atribuyeron su éxito contra los británicos al uso de poderes sobrenaturales por parte de Nanny, pero los historiadores sostienen que el dominio de los cimarrones en la guerra de guerrillas desempeñó un papel importante en su éxito. Al no poder derrotarlos en el campo de batalla, los británicos pidieron la paz y firmaron un tratado con ellos el 20 de abril de 1740. El tratado ponía fin a las hostilidades, establecía la libertad de los cimarrones sancionada por el Estado y concedía quinientos acres de tierra a Nanny y sus seguidores. El pueblo construido sobre la concesión de tierras sigue en pie y hoy se llama Moore Town. También se le conoce como el Nuevo Pueblo de Nanny. Los habitantes de Moore Town conmemoran el 20 de abril de 1740 como día festivo.
En 1975, el gobierno de Jamaica declaró a Nanny como su única heroína nacional, celebrando su éxito como líder, experta en táctica militar y estratega. Su imagen también aparece en el billete de 500 dólares jamaicanos, que se llama Nanny en el argot jamaicano.

## El origen de Nanny
Según la leyenda de los cimarrones, Nanny nació hacia 1686, en el seno del pueblo asante, que es un complejo étnico y lingüístico akan de lo que hoy es Ghana, en África Occidental. Hay varias versiones de sus primeros años y las fuentes objetivas no aclaran cuál es la correcta. Según unas fuentes, llegó como una mujer libre que incluso pudo haber tenido sus propios esclavos. Según otras, llegó a Jamaica como esclava pero luego escapó, tal vez incluso saltando del barco mientras estaba en alta mar. Sin embargo, las tradiciones orales sobre su llegada a Jamaica sostienen que siempre fue libre. Otra versión de su vida cuenta que era de sangre real africana y llegó a Jamaica como mujer libre. Es posible que estuviera casada con un cimarrón llamado Adou, pero no tuvo hijos conocidos que sobrevivieran.

## Los cimarrones jamaicanos
Los negros cimarrones son descendientes de los africanos occidentales, principalmente de los akan. Se les conocía como Coromantie o Koromantee y se les consideraba fieros luchadores. Algunos de los esclavizados procedían de otras regiones de África, como Nigeria, Congo y Madagascar. Sin embargo, el origen de al menos la mitad de los africanos esclavizados en Jamaica durante la primera colonización inglesa de la isla es incierto.
Tras ser llevados a Jamaica en el curso del comercio transatlántico de esclavos, muchos africanos esclavizados huyeron de las condiciones opresivas de las plantaciones y formaron sus propias comunidades de negros libres en el interior escarpado y montañoso de la isla de Jamaica. Las personas que escaparon de la esclavitud se unieron a estas comunidades de cimarrones en las montañas del este de Jamaica o en el Cockpit Country, en el oeste de la isla. Hasta la década de 1650, bajo el dominio español, los africanos esclavizados escaparon y se mezclaron con los nativos de la isla, los taíno o arahuacos, en sus comunidades de las Blue Mountains (Jamaica), situadas en la Parroquia de Portland y en la Parroquia de Saint Thomas de Jamaica, en el extremo oriental de la isla.

## Cimarrones de Windward (Barlovento)
En 1655, tras la Invasión de Jamaica, los ingleses capturaron a los españoles, pero muchos esclavos españoles quedaron libres bajo el mando de líderes cimarrones españoles como Juan de Bolas y Juan de Serras. Los españoles se marcharon liberando a sus esclavos en el proceso y estos se unieron a las comunidades cimarronas de Windward. Estos antiguos esclavos enriquecieron sus filas con esclavos fugados y liberados y se convirtieron en el núcleo de los cimarrones de Windward. Llevaron a cabo una prolongada lucha contra el sometimiento y la esclavitud inglesa. Más adelante, en el siglo XVII, más esclavos escaparon y se unieron a las dos bandas principales de cimarrones de Barlovento y Sotavento. A principios del siglo XVIII, estos pueblos cimarrones estaban encabezados respectivamente por Nanny, que compartía el liderazgo de los cimarrones del este con Quao, y el capitán Cudjoe y Accompong en el oeste. Los cimarrones de Windward lucharon contra los británicos en el lado este de la isla desde sus pueblos en las Montañas Azules de Portland.
La comunidad criaba animales, cazaba y cultivaba la tierra. Los cimarrones de Nanny Town y otras comunidades similares sobrevivían enviando comerciantes a los mercados cercanos para intercambiar alimentos por armas y telas. Su organización era muy parecida a la de la típica sociedad asante de África. Desde 1655 hasta que firmaron los tratados de paz en 1739 y 1740, estos cimarrones lideraron la mayoría de las rebeliones de esclavos en Jamaica, ayudando a liberar a los esclavos de las plantaciones. Asaltaron y dañaron tierras y edificios de los propietarios de las plantaciones.
Los cimarrones también eran conocidos por asaltar las plantaciones en busca de armas y alimentos, por quemar las plantaciones y por llevar a los esclavos liberados a unirse a sus comunidades de montaña. Nanny tuvo mucho éxito en la organización de planes para liberar a los esclavos. Durante un periodo de 30 años, se le atribuye la liberación de más de mil esclavos, a los que ayudó a reasentarse en la comunidad cimarrona.

## La Primera Guerra Cimarrón
En 1720, Nanny y Quao, a veces llamado su hermano, se establecieron y controlaron una zona en las Montañas Azules a la que más tarde se le dio el nombre de Nanny Town. Tenía una ubicación estratégica con vistas al río Stony a través de una cresta de 900 pies (270 m), lo que hacía muy difícil un ataque por sorpresa de los británicos.
Nanny se convirtió en una heroína popular entre los cimarrones y los esclavos. Aunque los británicos tomaron Nanny Town en más de una ocasión, no pudieron retener a la lideresa debido a los numerosos ataques de guerrilla de los cimarrones, que libraron una exitosa guerra contra las fuerzas coloniales británicas a lo largo de una década.
Cuando Nanny Town fue abandonada, los cimarrones de Windward (Barlovento) al mando de Nanny se trasladaron a New Nanny Town. Entre 1728 y 1734, durante la primera guerra cimarrona, Nanny Town y otros asentamientos cimarrones fueron atacados con frecuencia por las fuerzas británicas que querían detener las incursiones y creían que los cimarrones impedían el asentamiento en el interior. Según algunos relatos, en 1733 muchos cimarrones de Nanny Town atravesaron la isla para unirse a los cimarrones de Sotavento. En 1734, el capitán Stoddart atacó los restos de Nanny Town, situados en una de las montañas más altas de la isla, por el único camino disponible, que era empinado, rocoso y difícil, y no lo suficientemente ancho para admitir el paso de dos personas a la vez.
Además del uso del barranco, que se asemeja a lo que los jamaicanos llaman "cabina", los cimarrones también utilizaban señuelos para engañar a los británicos en las emboscadas. Unos cuantos cimarrones salían corriendo a la vista de los británicos y luego corrían en dirección a otros cimarrones que estaban escondidos y atacaban. Tras caer varias veces en estas emboscadas, los británicos tomaron represalias. Según Bryan Edwards, que escribió su relato medio siglo después, el capitán Stoddart encontró las cabañas en las que dormían los negros y disparó sobre ellos con tanta energía, que muchos fueron asesinados en sus habitaciones. Sin embargo, pruebas recientes muestran que el número de cimarrones de Windward  muertos por Stoddart en su ataque a Nanny Town fue de un solo dígito.

## Tácticas militares
El éxito de los cimarrones de Windward contra un enemigo muy superior y mejor armado fue testimonio de la gran habilidad que poseía su lideresa, Nanny. Una de sus ventajas sobre los británicos era su capacidad de comunicación de largo alcance. Fueron pioneros en el uso de un cuerno de vaca llamado abeng. Este cuerno con un agujero en un extremo se utilizaba para las comunicaciones de largo alcance. Sus señales permitían a los vigías cimarrones comunicarse a gran distancia y no eran entendidas por los británicos, que no tenían una capacidad de comunicación similar.
Las tropas de Nanny eran maestras del camuflaje. Los soldados eran tan hábiles a la hora de disimular su ubicación que los soldados británicos hicieron circular historias de árboles en el bosque que cobraban vida y cortaban cabezas. Además de los aspectos físicos del camuflaje, los cimarrones se convirtieron en expertos en ralentizar su respiración para no revelar su presencia a alguien que estuviera cerca. También desarrollaron formas de crear fuegos que no fueran fácilmente visibles.
Los cimarrones de Windward fueron innovadores en la guerra de guerrillas. Utilizaron la sorpresa, el conocimiento del terreno y posiciones inteligentemente elegidas en su lucha contra los británicos. Su aldea estaba situada en un territorio escarpado con una sola entrada. Esa única entrada era un camino estrecho donde solo cabía una persona. Era sencillo tender emboscadas a los soldados que intentaban atacar formando una sola fila. Para aumentar el miedo del enemigo, las fuerzas de Nanny nunca mataban a toda la fuerza atacante. Siempre permitían que un remanente viviera para regresar a la base y relatar la historia y el horror del encuentro.

## Tratado
Cuando los británicos firmaron un tratado con Cudjoe en 1739, este éxito les permitió ofrecer un tratado menos favorable a los cimarrones de Windward. Representantes del gobernador británico en Jamaica firmaron un tratado con los cimarrones de Windward en 1740, entre las autoridades coloniales y Quao, quien más tarde se convirtió en uno de los líderes de Crawford's Town. Este tratado entre las autoridades coloniales y los cimarrones de Quao no mencionaba la cantidad de tierra que se asignaría a Crawford's Town. Como resultado, se produjeron una serie de disputas entre propietarios de plantaciones y los cimarrones de Crawford's Town, más tarde ciudades de Charles Town y Scott's Hall. En respuesta, la Asamblea de Jamaica a menudo trataba de resolver las disputas territoriales a favor de los cimarrones para mantener la paz.
Además, ese mismo año, se firmó otra concesión de tierras con Nanny y los cimarrones de Nanny Town, en la que se concedía a Nanny y a las personas que residían con ella y a sus herederos cierta parcela de tierra que contenía quinientos acres en la parroquia de Portland. Esta patente de tierra consistía en quinientos acres (2,4 km²) de tierra concedida por el gobierno a los cimarrones de New Nanny Town en virtud de otro documento de 1740 que ponía fin a la Primera Guerra de los Cimarrones. La reconstruida Nanny Town, más tarde llamada Moore Town, fue construida en ese lugar. En 1781, la Asamblea acordó la compra de otros quinientos acres al propietario de la plantación vecina Charles Douglas para aumentar las tierras comunales de Moore Town a mil acres .
Los cimarrones de New Nanny Town, al igual que los de Cudjoe y Quao, acordaron no dar cobijo a nuevos esclavos fugitivos, sino ayudar a capturarlos a cambio de recompensas. También se esperaba que los cimarrones lucharan por los británicos en caso de un ataque de los franceses o los españoles. Al firmar tratados con los cimarrones, los británicos no sólo hicieron una tregua con un enemigo problemático, sino que también consiguieron su ayuda para capturar esclavos fugitivos. Las autoridades coloniales reconocieron inicialmente dos pueblos cimarrones: Crawford's Town y Cudjoe's Town, que más tarde pasó a llamarse Trelawny Town. Finalmente, en el siglo XVIII había cinco pueblos cimarrones, Accompong Town, Trelawny Town, Charles Town, Scott's Hall y Nanny Town (más tarde Moore Town), que vivían bajo sus propios jefes con un supervisor británico en cada pueblo. A cambio, acordaron no albergar a nuevos esclavos fugitivos, sino ayudar a capturarlos a cambio de recompensas.

## Moore Town y la guerra de Tacky
New Nanny Town fue rebautizada como Moore Town, posiblemente en 1760 en honor al gobernador Sir Henry Moore, 1er Baronet, durante la Guerra de Tacky, que los cimarrones ayudaron a reprimir. La primera referencia oficial a Moore Town en los registros coloniales fue en 1760.
En 1760, New Nanny Town, ahora conocida como Moore Town, estaba bajo el mando de un superintendente blanco llamado Charles Swigle y los líderes cimarrones de ese pueblo, Clash y Sambo, que reportaban a Swigle, cuando el superintendente comandaba sus fuerzas contra los rebeldes esclavos en la Guerra de Tacky. Es posible que Nanny ya hubiera muerto para esas fechas.

## Una mujer espiritual
Muchos en su comunidad atribuyeron la capacidad de liderazgo de Nanny a sus poderes de Obeah. La Obeah es una religión de origen africano que aún se practica en Surinam, Jamaica, Trinidad y Tobago, Guyana, Barbados, Belice y otros países del Caribe. Se asocia con la magia buena y mala, los amuletos, la suerte y el misticismo en general. En algunas naciones caribeñas, algunos aspectos de la Obeah han sobrevivido gracias a la síntesis con el simbolismo y la práctica cristiana introducida por los colonizadores europeos y los dueños de esclavos. Según la leyenda, Nanny tenía poderes mágicos y podía atrapar las balas y redirigirlas hacia los que le disparaban.
Otra leyenda cimarrona afirma que si cualquier hombre blanco de pelo liso se acerca al pueblo original de Nanny, muere inmediatamente.

## Muerte
En el Diario de la Asamblea de Jamaica, del 29 al 30 de marzo de 1733, hay una mención por resolución, valentía y fidelidad concedida a esclavos leales bajo el mando del capitán Sambo, concretamente a William Cuffee, que fue premiado por haber luchado contra los cimarrones en la Primera Guerra de los Cimarrones y al que se califica de negro muy bueno, por haber matado a Nanny, la vieja mujer de obeah de los rebeldes. Estos soldados contratados eran conocidos como Black Shots. Sin embargo, es poco probable que Cuffee matara a la Nanny que dirigía Nanny Town, ya que hay pruebas de que Moore Town fue concedida a su pueblo bajo su liderazgo en 1740.
Algunos afirman que la reina Nanny llegó a ser una anciana y murió de causas naturales en la década de 1760. La fecha exacta de su muerte sigue siendo un misterio. Parte de la confusión se debe a que "Nanny" es un título honorífico y muchas mujeres de alto rango se llamaban así en Maroon Town. Sin embargo, los cimarrones insisten en que solo hubo una Reina Nanny.
Según la historia oral de los cimarrones, los restos de Nanny están enterrados en Bump Grave, en Moore Town.

## Reconocimientos
Nanny es honrada tanto en Jamaica como en el extranjero:
- El gobierno de Jamaica declaró a la Reina Nanny Héroe Nacional en 1975. El coronel C.L.G. Harris de Moore Town, entonces senador de la cámara alta de Jamaica, fue el impulsor de la iniciativa de reconocer a Nanny como Heroína Nacional.[13]
- Su retrato aparece en el billete de 500 dólares jamaicanos, al que se denomina coloquialmente "Nanny".[14]
- Nanny es homenajeada cada octubre en el Día de los Héroes Nacionales de Jamaica.[15]
- En Moore Town, Portland, Jamaica, se encuentra un monumento a Nanny.[16]
- Nannyville Gardens, una comunidad residencial ubicada en la capital, Kingston que fue fundada en 1977 y lleva este nombre en su honor.
- El Centro Gilder Lehrman para el Estudio de la Esclavitud, la Resistencia y la Abolición de la Universidad de Yale, en Estados Unidos, utiliza el retrato de Nanny en su logotipo. El Centro patrocina investigaciones y conferencias sobre la esclavitud en América.
- Un barco de la Guardia Costera de las Fuerzas de Defensa de Jamaica lleva el nombre de Nanny, HMJS Nanny of the Maroons.